# Hawthorneeffekt
En Hawthorneeffekt är vad som sker inom psykologiska experiment då undersökta personer omedvetet ändrar sina beteenden enbart eftersom de vet att de blir observerade, och därför agerar annorlunda än de skulle ha gjort om de inte blev observerade. Hawthorneeffekten upptäcktes genom de så kallade Hawthorneexperimenten som genomfördes 1924−1932, då forskare undersökte hur bland annat ljusstyrka påverkade industriarbetares produktivitet. De undersökta personernas omgivning förändrades och deras produktivitet utvärderades. Slutsatsen som drogs var att bara det faktum att de undersöktes ökade produktiviteten, medan själva förändringarna inte var lika viktiga.
Termerna Hawthorneeffekten och Hawthorneexperimenten syftar ofta bara på experimenten kring ljusstyrka, trots att dessa bara var de inledande faserna av experimenten.
Elton Mayo och W. Lloyd Warner bedrev en studie på fjorton industriarbetare. Forskarna upptäckte att individerna minskade sin produktion på grund av deras inbördes normsystem. Denna effekt berodde på att de arbetarna hade skapat normsystem som hade stor inverkan på produktiviteten, dessa grupper hade bildat egna regelsystem och mekanismer mot de förändringar de tycktes ana.

## Kritik
Enligt Steven Levitt och John List är Hawthorneeffekten endast en myt. De anser att något riktigt resultat aldrig visades och att data från experimenten även varit försvunna under en tid. De anser alltså att det inte finns något vetenskapligt stöd för Hawthorneeffekten.
Det var egentligen inte förrän på 1960-talet som det kom kritiska analyser av Hawthornestudien. En av de mer ingående kritiska genomgångarna publicerades i Science 1947. Där visade man på att de troliga orsakerna till den ökade effektiviteten snarare berodde på:
- Att gruppens sammansättning ändrades (högpresterande medlemmar tillkom, andra lämnade gruppen), dessutom var det bara 5 medlemmar i den viktigaste arbetsgruppen i undersökningarna
- Ett tydligare samband mellan ekonomisk belöning och arbetsresultat infördes
- Deltagarna fick tydlig återkoppling om sina arbetsresultat[8]

USA gick dessutom in i en depression under tiden studierna genomfördes, vilket ledde till sämre arbetsvillkor och de ekonomiska belöningarna blev viktigare för deltagarna. Frågan ställs hur studien har kunnat få en sådan stor betydelse och ligga till grund till i efterkommande forskning i så stor utsträckning som den fått i den samhällsvetenskapliga forskningen.
Många kritiker till Hawthorneeffekten anser att faktorer till de förändringar man sett i undersökningarna varit rena placeboeffekter då forskningsmetoden varit alltför enkel. Alltså att “man tolkar vad försöksledningen vill ha och rättar sig därefter”. Senare forskning har kommit fram till att själva Hawthorneeffekten skulle ha helt andra faktorer än vad som påståtts och att tidigare forskning kring detta ämne haft en icke trovärdig metod.

## Historia
Termen "Hawthorneeffekt" (eng: Hawthorne effect) användes första gången 1950 av Henry A. Landsberger,[källa behövs] som studerade äldre experiment från 1924−1932 vid Hawthorne Works, en Western Electric-fabrik utanför Chicago i USA. Hawthorne Works genomförde en studie för att undersöka om deras arbetare var mer produktiva i starkt eller svagt ljus, och anordnade en testgrupp och en kontrollgrupp, där ljusets styrka ökades för testgruppen men inte för kontrollgruppen. Som resultat ökade produktiviteten, men inte bara i testgruppen utan även i kontrollgruppen, trots att denna inte fått förstärkt ljus.
Hawthorneeffektens genombrott skapades vid Harvard University av forskare som utförde experiment om förhållanden i den fysiska arbetsmiljön. De undersökte industriarbetets mänskliga konsekvenser. De koncentrerade sig på trötthet och olika faktorer i den fysiska arbetsmiljön som kunde påverka individerna. Det var dessa forskare som skapade det stora genombrottet för den nya förståelsen för den “mänskliga faktorn” i arbetsorganisationer. Forskningens resultat bildade den nya reformen “Human Relations”. Där hade Elton Mayo stor inverkan, han började på 1920-talet att undersöka just förhållanden i den fysiska arbetsmiljön i Hawthornefabriken. Resultaten blev väldigt paradoxala i dessa experiment. Produktiviteten under dessa undersökningar ökade, även då experimentets variabler blev sämre.
Ett av de längsta experimenten inom Hawthorneeffekten heter “Relay Assembly Test Room”. Experimentet pågick mellan 1927 och 1932 och utfördes på sex stycken kvinnor som arbetade separat från alla andra på fabriksgolvet. De gjorde mätningar både på deras arbete och fysiologiska tillstånd, också hur antalet sömntimmar påverkade deras produktivitet. Resultatet av experimentet visade att deras arbete blev bättre och bättre under experimentets gång.
För att förstå varför dessa resultat uppstod undersöktes arbetare på flera andra sätt. Bland annat togs arbetare vars produktivitet redan var känd, och undersöktes i ett särskilt utrymme. De upptäckte att då experimenten genomfördes ökade produktiviteten med så mycket som 25 procent jämfört med tidigare. Experiment gjordes då de undersökta personerna utsattes för flera olika typer av förändringar, bland annat mer välstädade arbetsbord och färre arbetstimmar, och forskarna kom fram till att förändringarna i sig inte verkade påverka, det var snarare att någon över huvud taget brydde sig om arbetarna och intresserade sig för dem, som gjorde att produktiviteten ökade.

## Medverkandeeffekten
En “medverkandeeffekt” kan ses som effekten av de förmåner det kan innebära att delta i en undersökning, bara genom att vara med i undersökningen. Man kan säga att medverkandeeffekten är uppbyggd av flera andra effektkomponenter, dessa är Hawthorneeffekten, placeboeffekten, vårdeffekten, protokolleffekten och experimentella behandlingseffekten.